# Valeria Chagüí
Valeria Chagüí Marin (23. svibnja, 1997. – Bogota, Kolumbija) kolumbijska je glumica. Najpoznatija je po ulozi Khadije u kolumbijskoj telenoveli Klon.

## Biografija
Valeria je započela svoju karijeru 2009. u svibnju. Njena prva uloga bila je ona u telenoveli Padres e hijos. U telenoveli X6, La Banda glumila je protagonisticu Valentinu Robles.Nakon toga je uslijedila uloga Khadije u meksičkoj telenoveli Klon.

## Filmografija
- Klon kao Khadija Hashim (2010.)
- Mujeres al limito (2010.)
- Ojo por ojo (2010.)
- X6, La Banda kao Valeria Robles (2009.)
- Padres e hijos (2009.)